# Blumfeld
Blumfeld (pronunciació alemanya: [ˈbluːmfɛlt]; literalment, «camp-en-flor») era un conjunt musical alemany reconegut dins l'escena independent no només del seu país, sinó també de Suïssa i Àustria, per oferir un particular estil de rock semiacústic amb lletres explícitament crítiques.

## Biografia
Format a la ciutat d'Hamburg l'any 1990 per Distelmeyer, Bohlken i Rattay després de la desfeta dels conjunts Arm, Laut i Der Schwarze Kanal, el nou grup prendria el nom del protagonista d'una narració curta de Franz Kafka, Blumfeld, ein älterer Junggeselle («Blumfeld, un fadrí matxutxo») de l'any 1915. Els Blumfeld formaven part de la Hamburger Schule junt amb Kolossale Jugend, Tocotrònic i Die Sterne i han sigut un dels conjunts més exitosos sorgits de l'escena musical alternativa en llengua alemanya.
Després del segon disc, L'état et moi, considerat llur obra mestra, el baixiste Eike Bohlken deixà el grup per a exercir de professor de filosofia a Hannover i la nova formació s'orientà cap al pop, amb Distelmeyer com a cap visible.

### Les cançons
La lírica dels Blumfeld tracta la lluita de l'ésser humà dins el context de la societat de consum moderna: la por, la depressió, la incertesa, la desorientació i l'amor com a motiu són els temes principals, convertits en objecte de diàleg. La música, sovint melangiosa, ajuda a crear el regust pessimista.

### Dissolució i retorn
El 22 de gener de 2007 anunciaren la imminent dissolució del grup en acabar la gira d'abril a maig de 2007, en coincidint amb la publicació del primer recopilatori de la seua discografia.
No obstant això, el 2014 festejaren el vinté aniversari de L'état et moi amb una minigira del trio original (Bohlken, Distelmeyer i Rattay) i, després d'oferir un concert de celebració de l'Ich-Maschine a Düsseldorf, el 2018 anunciaren una altra roda de deu concerts amb el títol de Love Riots Revue Tour 2018.
Segons raó, el grup havia compost noves cançons per a la gira.

## Discografia

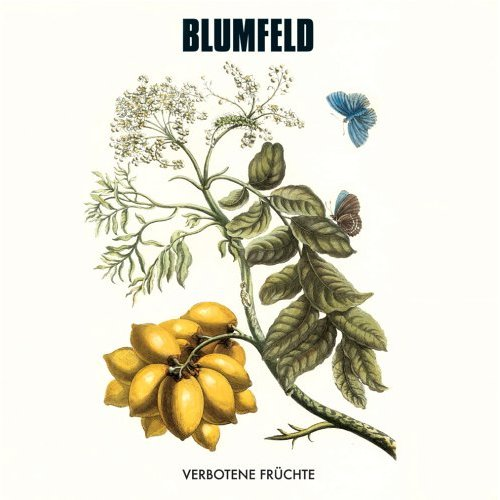
L'últim disc d'estudi, publicat el 2006

### Distelmeyer/Rattay/Bolken (1990-1995)
- Ghettowelt (ZickZack, 1991): «gueto-món», primer senzill en vinil amb tres temes
- Ich-Maschine (ZickZack/Indigo, 1992): «màquina de l'ego», primer llarga duració editat en vinil i CD
- Zeitlupe / Traum:2 (ZickZack, 1992): «càmera lenta/somni:2», doble senzill amb quatre cançons
- L'état et moi (Big Cat/Rough Trade/ZickZack, 1994): «l'estat i jo», segon disc amb una paròdia d'Elvis en la portada
- Draußen auf Kaution (Big Cat/USA, 1994): «a la caça», primer senzill extret de L'etat et moi
- Verstärker (Big Cat/USA, 1995): «amplificador», segon senzill del segon disc, publicat en vinil i mini-CD amb tres i quatre cançons, respectivament

### Distelmeyer/Rattay/Thiessen/Mülhaus (1996-2001)
- Old Nobody (Big Cat/Rough Trade, 1999): «vell ningú», tercer disc, ja amb la formació clàssica del grup
- Tausend Tränen tief (Big Cat/Rough Trade, 1999): «mil llàgrimes de profunditat», primer senzill de l'Old Nobody i possiblement la cançó més coneguda del grup
- Status: Quo Vadis (Big Cat/Rough Trade, 1999): segon senzill extret de l'Old Nobody en vinil i mini-CD
- Graue Wolken (ZickZack/eastwest, 2001): «núvols grisos», primer senzill del quart disc
- Testament der Angst (ZickZack/eastwest, 2001): el quart disc, «testament de la por», ja reconegut comercialment
- Die Diktatur der Angepassten (ZickZack/eastwest, 2001): «la dictadura dels mesinfots», segon senzill del Testament der Angst
- Wellen der Liebe (ZickZack/eastwest, 2001): «ones de l'amor», tercer senzill del Testament der Angst

### Distelmeyer/Rattay/Mülhaus/Albrecht (2002-2004)
- Die Welt ist schön (ZickZack, 2002): «el món és bonic», recopilació dels senzills dels anys 91 i 92
- Jenseits von Jedem (ZickZack/WEA, 2003)
- Wir sind frei (ZickZack/WEA, 2003): «som lliures»
- Neuer Morgen (ZickZack/WEA, 2003): «nou matí»

### Distelmeyer/Rattay/Albrecht/Precht (2005-2007)
- Verbotene Früchte (Blumfeld-Tonträger/Sony BMG, 2006): «fruites prohibides», l'últim disc del grup
- Tics (Blumfeld-Tonträger/Sony BMG, 2006): únic senzill extret del Verbotene Früchte
- Ein Lied mehr – The Anthology Archives Vol.1 (Blumfeld-Tonträger, 2007): «una cançó més», reedició dels tres primers discs amb extres

## Curiositats
- Blumfeld compartia espai amb Lluís Llach en Train Leaves at Eight, el disc de versions d'autors europeus que els Walkabouts editaren l'any 2000[6]